# Mifflintown
Mifflintown är administrativ huvudort i Juniata County i delstaten Pennsylvania. Orten har fått namn efter politikern Thomas Mifflin. Enligt 2010 års folkräkning hade Mifflintown 936 invånare.